# Sofia Edviges de Nassau-Dietz
Sofia Edviges de Nassau-Dietz (8 de março de 1690 - 1 de março de 1734) foi uma princesa de Nassau-Dietz por nascimento e duquesa de Meclemburgo-Schwerin através do seu casamento com o duque Carlos Leopoldo.

## Família
Sofia Edviges era a quinta dos nove filhos do príncipe Henrique Casimiro II de Nassau-Dietz e da princesa Henriqueta Amália de Anhalt-Dessau. Os seus avós paternos eram o príncipe Guilherme Frederico de Nassau-Dietz e a princesa Albertina Inês de Orange-Nassau. Os seus avós maternos eram o príncipe João Jorge II de Anhalt-Dessau e a princesa Henriqueta Catarina de Orange-Nassau. Era tia-avó do rei Guilherme III de Inglaterra.

## Casamento
Sofia Edviges casou-se com o duque Carlos Leopoldo de Meclemburgo-Schwerin no dia 27 de Maio de 1708 em Leeuwarden, nos Países Baixos. O casal viria a divorciar-se no dia 2 de Junho de 1710, sem descendência. Carlos Leopoldo voltou a casar-se cinco dias depois, desta vez com Christine von Lepel de quem também se divorciou menos de um ano depois. Cinco anos depois casou-se pela terceira vez com a grã-duquesa Catarina Ivanovna da Rússia, filha do czar Ivan V da Rússia de quem teve uma filha.
Sofia nunca mais se voltou a casar e morreu no dia 1 de Março de 1734, aos 43 anos de idade.